# Завоевание Перу, называемого Новая Кастилия
«Завоевание Перу, называемого Новая Кастилия» (исп. La conquista del Perú, llamada la Nueva Castilla) — первый изданный в Европе доклад о завоевании Империи инков, составленный непосредственным очевидцем и участником событий. Вероятный автор книги — испанский конкистадор Кристобаль де Мена. Доклад состоит из 8 листов. Впервые был опубликован в апреле 1534 года. Книга подробно описывает выкуп Атауальпы, сокровища храма Пачакамак, особенности оружия инков, и приводит ряд важных сведений о социально-экономическом устройстве государства инков.

## История
«Завоевание Перу, называемого Новая Кастилия» было издано в Севилье Бартоломе Пересом в апреле 1534 году, и это был первый доклад, изданный в Европе непосредственным, хотя и анонимным, свидетелем событий третьей экспедиции Писарро, начиная с отправления из Панамы (январь 1531 год), до его благополучного конца — захвата Атавальпы (ноябрь 1532 г.), раздела его выкупа (июнь 1533 г.) и его смерти (август 1533 г.).
До прибытия в декабре 1533 года одного из четырёх кораблей, привезших пятину короля из выкупа Атавальпы, европейцы мало что знали об открытиях и завоеваниях в Америке. Среди прибывших участников событий был автор этого доклада и официальный докладчик конкисты Франсиско де Херес, чье произведение «Правдивый доклад о завоевании Перу», также был издан в Севильи Бартоломе Пересом в июле 1534 года, всего три месяца спустя после публикации «Завоевания Перу». Но славу среди испанцев добыл себе «Правдивый доклад» Хереса. Даже библиографы обходили стороной анонимного автора вплоть до начала XIX века. В связи с чем книга стала очень редкой и сохранилось два её экземпляра: в Британском музее и Нью-Йоркской публично библиотеке.
В 1929 году факсимильное издание экземпляра, хранящегося в Публичной Библиотеке Нью-Йорка, осуществил Синклер вместе с другими хрониками о Перу. С тех пор было сделано пять переизданий.
Иная судьба ждала «Завоевание Перу» среди итальянских и французских читателей, поскольку она вошла в состав сводного перевода нескольких хроник о Перу — «Libro ultimo del sumario delle Indie Occidentali», он был издан в Венеции в 1534 году, и до начала XVII века выдержал четыре итальянских переизданий, один перевод на французский и английский.

## Издания
- 1. Севилья, 1534 — «La conquista del Peru, llamada la nueua Castilla. La qual tierra por diuina voluntad fue maravillosamente conquistada en la felicissima ventura del Emperador y Rey nuestro señor; y por la prudencia y esfuerço del muy magnifico y valeroso cauallero el Capitan Franciso (sic) piçarro Gouernador y adelantado de la nueua castilla y de su hermano Hernando Piçarro y de sus animosos capitanes e fieles y esforçados compañeros que con el se hallaron».

Книга 1534 году состоит из 8 листов, три из которых пронумерованы: A ij (f. 2), Aiij (f. 3) y Aiiij (f. 4). Обратная сторона листа 1 и лицевая листа 8 — пустые. На титульном листе (1r.) перед названием, и на последней издательской стороне листа (7v.) вплоть до последней строки, размещена гравюра по дереву, представляющая Атавальпу, которого несут в паланкине его подданные, в тот момент, когда доминиканец Висенте де Вальверде держит в руке Библию. Перед послесловием (8v.) напечатана другая гравюра с гербом Испании.
- 2. Венеция, 1534 — Libro ultimo del summario delle indie occidentali [Cubierta, 1, r.]. libro ultimo del summario de le cose de la Indie occidental, doue si narra tutto quello ch’e stato fatto nel trouar la prouincia de Peru, ouer del Cusco, chiamata hoggi nuoua Castiglia, dalli capitani del Imperatore. [Título, f. 2 r]. // In Vinegia, Del mese d’Ottobre. M. D. XXXIII [Colofón, f. 8 r.] Ocho folios impresos hasta el 8 r.

Данная книга является переводом на итальянский язык.
- 3. Рим, 1535 — Libro ultimo de la indie occidentale intitulato Noua Castiglia: e del conquisto del Peru e prouintia del Cusco conquistata nouamente dal valoroso cauagliero Francesco Pizarro de la citta de Trugillo de Spagna Capitano generale de la maesta Cesarea Carlo quinto Imperatore e come a ritrouato grandissima quantita di oro e argento che sono in quelle parte e el dicto Capitano a mandato a sua maesta Cesarea piu de cento e cinquanta milia pesi de oro: e cinque milia e quarantaotto Marchi d argento: el qual oro e argento sie arivato in Spagna A di noue di genaro nellanno. m. d. xxxiiii. [Portada, f. 1 r.]. Stampato in Roma nel mese di Magio. m. d. xxxv. (Colofón, f. 12 v.).

Это переиздание венецианской книги 1534 года, но уже с новым названием, где указана дата прибытия в Испанию — 9 января 1534 года.
- 4. Париж, 1545 — L’histoire de la terre nevve de Perú en l`nde Occidentale, qui est la principale mine d’or du monde, nagueres descouuerte, et conquise, et nommée la nouuelle Castille, Traduitte d`Italien en Francoys. [Portada, f. 1 r.]. Imprimé d Paris par Pierre Gaultier, pour Iehan Bargé et Vincent Sertenas. 1545. [Colofón, f. 28 v.].

Это перевод венецианской книги 1534 года.
- 5. Венеция, 1556 — Relatione di un capitano spagnuolo della conquista del Peru. Come il signor Francesco Pizarro et il signor Hernando suo fratello desiderosi di scoprir cose nuoue nel Mar del Sur partitisi di Panama dopo trouate molte terre et citta uenuti in notitia di Atabalipa cacique, il qual haueua distrutto il paese del Cusco suo fratello, et minacciaua i christiani mandorono contra lui Hernando di Soto capitana Et di costumi di quelli habitatori // En Giovanni Battista Ramusio, Terzo volume delle nauigationi et uiaggi […] raccolte da […]. Venezia, Giunti, 1556 (también 1565 y 1606), f- 27.
- 6. Лондон, 1625 — Samuel Purchas, Purchas his Pilgrimage, v. 4 (London, 1625), p. 1489—1491.

Английское издание основано на венецианском 1556 года.
- 7. Нью-Йорк, 1929 — Joseph H. Sinclair, The Conquest of Peru as recorded by a member of The Pizarro Expedition. Reproduced from the copy of the Seville edition of 1534 in The New York Public Library with a translation and annotations by […] (New York, The New York Public Library, 1929), p. [5] -[18].

Это факсимильное издание 1534 года. Было несколько ошибок, вызванных плохим качеством факсимиле.
- 8. Бостон, 1930 — Alexander Pogo, «The anonymous La conquista del Peru (Seville, april, 1534) and the Libro vltimo del Svmario delle Indie Occidentali (Venice, october, 1534). Edited, with and Introduction and a Bibliography, by […]» // Proceedings of the American Academy of Arts and Sciences 64, 8 (July, 1930), p. 177—286).

Данное издание приводит список ошибок севильской книги 1534 года, но при этом некоторые ошибки не были исправлены. В книге есть введение с анализом самого текста.
- 9. Париж, 1930 — La conquista del Peru llamada la nueva Castilla. // Raúl Porras Barrenechea. Las Relaciones Primitivas de la Conquista del Perú (París, Imprimerie Les Presses Modernes, 1937), Apéndice IV, p. 79-101.

Издатель Рауль  Поррас Барренечеа использовал уже три предыдущих издания и одну копию из Секции рукописей Мадридской национальной библиотеки. Были произведены редакторские правки, добавлены комментарии, для сравнения сведений приведены цитаты из других авторов хроник: Фернандеса де Овьедо, Гомары, Хереса, Эстете, Санчо, Педро Писарро, Молины, Титу Куси Юпанки, Санта Крус Пачакути, Кипукамайоков, Кабельо Бальбоа, Сьесы де Леона и Гарсиласо де ла Веги. Во вступлении Поррас Барренечеа старается установить авторство книги «Завоевание Перу», её историографическую ценность и т. п.
- 10. Париж, 1938 — La conquista del Perú llamada la nueva Castilla // Horacio H. Urteaga, Los cronistas de la conquista. Selección, prólogo, notas y concordancias de […] — tomo 2 de la Primera serie de la Biblioteca de cultura peruana, dirigida por Ventura García Calderón— (Paris, Desclée, De Brouwer, 1938), p. 307—328.

Издателем произведено усовершенствование графического отображения, ударения, употребление заглавных букв, но оставлена оригинальная пунктуация. В кратком вступление произведено сравнение мнений Пого и Порраса Барренечеа.
- 11. Лима, 1967 — «La conquista del Peru llamada la nueva Castilla».

Это факсимильное издание, совпадающее с парижским 1937 года.
- 12. Лима, 1968 — «La conquista del Perú por Cristóbal de Mena» // Biblioteca Peruana. El Perú a través de los siglos. Primera serie, t. I (Lima, Editores Técnicos Asociados, 1968), p. 133—169.

Это репродукция парижского издания 1937 года, переиздание лимского 1967 года.
- 13. Буэнос-Айрес, 1987 — La Conquista del Perù llamada la Nueva Castilla in Crónicas iniciales de la conquista del Perù — Editorial Plus Ultra — Buenos Aires 1987
- 14. Турин, 1988 — Relazione d’un capitano spagnolo della conquista del Perù in Ramusio Navigazioni e viaggi Vol. VI — Einaudi — Torino 1988

## Авторство
Лишь условно можно назвать автором Кристобаля де Мену, поскольку не существует убедительных доказательств, что именно этот конкистадор составил данный доклад.